# Alison Quinn
Alison Clare Quinn (Manly, 21 aprile 1977) è un'ex atleta paralimpica australiana.

## Biografia
Quinn è nata nel Manly, sobborgo di Sydney, con una paralisi cerebrale; ha un'emiplegia spastica nella parte sinistra del suo corpo. Ha cominciato a fare ginnastica per aumentare il coordinamento e la simmetria da quando aveva due anni. Ora si allena in vari sport tra cui nuoto, pesi e atletica leggera presso la Sydney Academy of Sport. Quinn lavora come allenatrice di ginnastica a tempo parziale e oratrice motivazionale.

### Carriera sportiva

#### Giochi paralimpici
Quinn ha vinto due medaglie d'oro ai Giochi di Barcellona del 1992 nei 100 metri categoria C7–8 femminile e nei 200 metri categoria C7–8 femminile, grazie alle quali ha ricevuto la Medaglia dell'Ordine dell'Australia. Ai Giochi di Atlanta del 1996, ha vinto una medaglia di bronzo nella gara dei 100 metri femminili categoria T36-37. Ha vinto una medaglia d'oro con il tempo da record mondiale ai Giochi di Sydney del 2000 nella gara dei 100 metri femminili della categoria T38 e una medaglia d'argento nella gara dei 200 metri femminili della categoria T38.

#### Mondiali paralimpici
Ai Campionati del mondo di atletica leggera paralimpica del 1994 a Berlino, Quinn ha vinto tre medaglie d'oro nei 100 metri T37, nei 200 metri T37 e nel salto in lungo F37. È anche arrivata quarta nel lancio del giavellotto. Ai Campionati del mondo di atletica leggera paralimpica del 1998 a Birmingham, ha vinto la medaglia d'oro nella gara T38 da 100 metri e la medaglia d'argento nella T38 da 200 metri.
Nel 2000 Quinn ha ricevuto una medaglia sportiva australiana come riconoscimento della sua esibizione alle Paralimpiadi e dei suoi due record mondiali. Quinn è stata allenata da Jackie Byrnes, atleta di livello nazionale negli anni '60.

## Palmarès

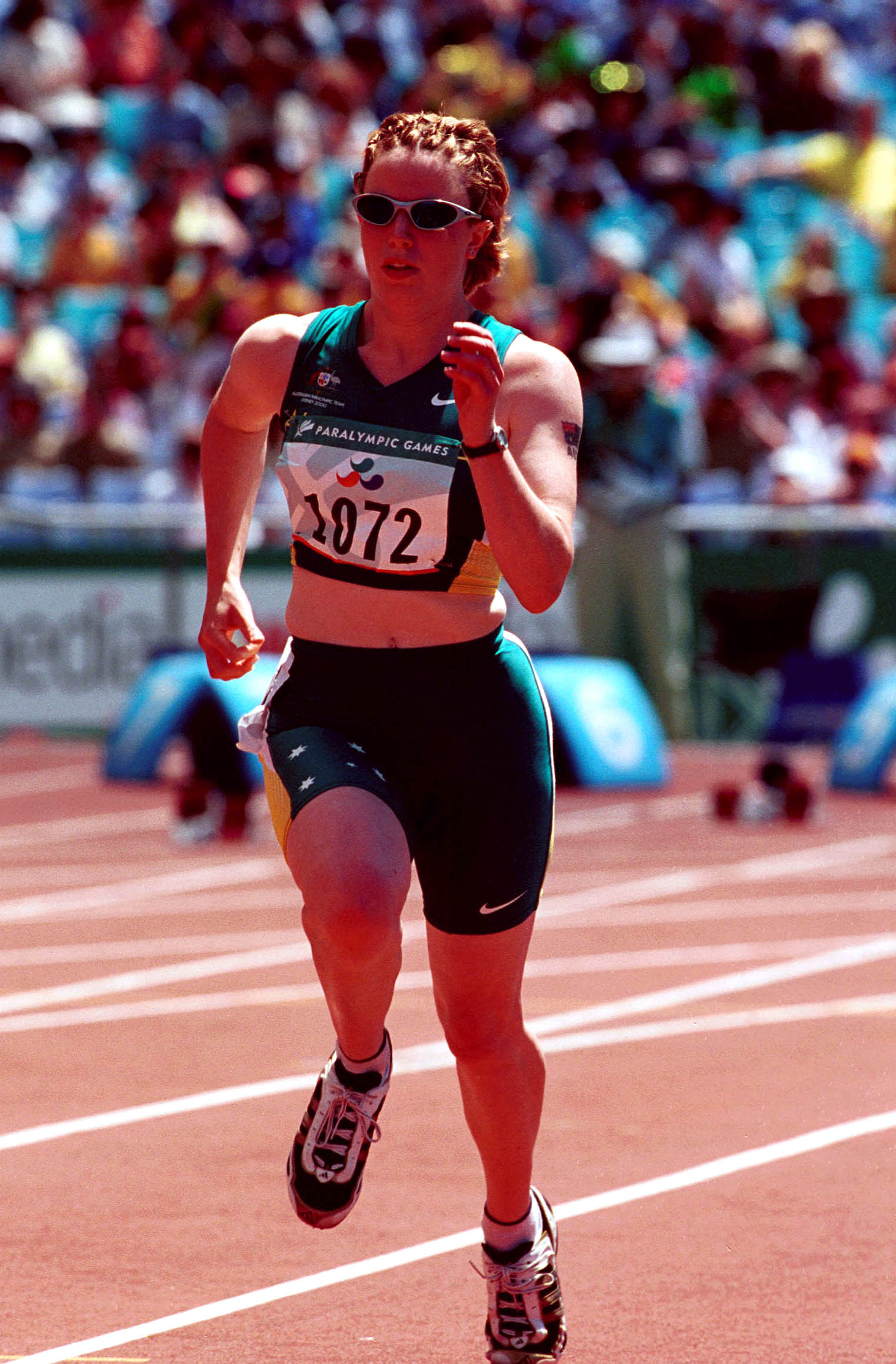
Quinn durante la corsa dei 100 m T38, in cui vinse la medaglia d'oro, ai Giochi paralimpici estivi del 2000

| Anno | Manifestazione       | Sede       | Evento             | Risultato | Prestazione | Note |
| ---- | -------------------- | ---------- | ------------------ | --------- | ----------- | ---- |
| 1992 | Giochi paralimpici   | Barcellona | 100 m piani C7-8   | Oro       | 14"89       |      |
| 1992 | Giochi paralimpici   | Barcellona | 200 m piani C7-8   | Oro       | 31"16       |      |
| 1994 | Mondiali paralimpici | Berlino    | 100 m piani T37    | Oro       |             |      |
| 1994 | Mondiali paralimpici | Berlino    | 200 m piani T37    | Oro       |             |      |
| 1994 | Mondiali paralimpici | Berlino    | Salto in lungo F37 | Oro       |             |      |
| 1996 | Giochi paralimpici   | Atlanta    | 100 m piani T36-37 | Bronzo    | 15"31       |      |
| 1998 | Mondiali paralimpici | Birmingham | 100 m piani T38    | Oro       |             |      |
| 1998 | Mondiali paralimpici | Birmingham | 200 m piani T38    | Argento   |             |      |
| 2000 | Giochi paralimpici   | Sydney     | 100 m piani T46    | Oro       | 13"94       |      |
| 2000 | Giochi paralimpici   | Sydney     | 200 m piani T46    | Argento   | 29"31       |      |